# Torsades de pointes
Torsades de pointes (do francês "torções das pontas") são um fenômeno identificado no eletrocardiograma como um tipo de arritmia ventricular polimórfica rara, adquirida ou congênita, associada a uma perturbação na repolarização ventricular (repolarização retardada ou alongada: QT longo). É uma emergência médica e pode causar morte súbita cardíaca. Foi inicialmente descrita em 1966

## Apresentação
O traçado eletrocardiográfico nas torsades de pointes evidencia uma "taquicardia ventricular polimórfica", com a impressão de uma rotação em torno da linha de base (traçado isoelétrico), e pode vir associada a uma queda da pressão arterial sistêmica, seguida de síncope. Em casos mais graves pode evoluir para fibrilação ventricular e morte súbita, se não houver intervenção médica imediata e adequada. Torsades de pointes podem estar associadas à síndrome do QT longo, uma condição na qual intervalos QT prolongados são visíveis ao ECG e podem predispor a ondas R em T com batimento prematuro no pico da onda T (ou próximo a ele), período crítico no qual há  possibilidade de um batimento prematuro deflagrar taquicardia.[carece de fontes?]

## Características
- Rotação do eixo elétrico do coração em, pelo menos, 180°
- Intervalo QT prolongado;
- Precedido por longos e curtos intervalos RR
- Contrações ventriculares prematuras (onda R em T)

## Causas
De forma geral um bloqueio atrioventricular em grau avançado é o principal causador das principais taquiarritmias conhecidas.
As síndromes do QT longo podem ser herdadas como mutações congênitas dos canais iônicos que carregam o potencial ação cardíaco,  ou então adquiridos, como resultado de drogas que bloqueiam estes potenciais iônicos.
Outras causas comuns das torsades de pointes incluem diarreia, hipomagnesemia e hipocalemia. Ela é comumente observada em indivíduos desnutridos e alcoolistas crônicos.
Vários medicamentos são conhecidos por causar alongamento do intervalo QT. Exemplos incluem amiodarona, metadona, sais de lítio, cloroquina, eritromicina e fenotiazinas. Ele também pode ser o efeito colateral de alguns medicamentos antiarrítmicos, tais como sotalol procainamida e quinidina.
A droga gastrocinética cisaprida (Propulsid®) foi retirada do mercado dos EUA em 2000, após tais interações levarem a mortes causadas por síndrome do QT longo induzindo torsades de pointes.

## Fatores de risco
Fatores de risco para ocorrência de torsade de pointes podem incluir:
- Síndrome do QT longo congênita;
- Antiarrítmicos classe IA e classe III;
- Desequilíbrios eletrolíticos: hipomagnesemia, hipocalemia e hipocalcemia;
- Toxinas: metais pesados, inseticidas...
- Doenças cardíacas: infarto agudo do miocárdio, bradicardia, doença sinoatrial, bloqueio atrioventricular, insuficiência cardíaca, hipertrofia ventricular esquerda...
- Doenças metabólicas: Anorexia, hipotiroidismo, desnutrição, acidose...
- Insuficiência hepática ou renal
- Hipóxia;
- Mutações Genéticas (Relacionadas com QT Longo)
- Sexo feminino e raça branca
- Hipotermia
- Hemorragia subaracnóidea[6]
- Medicamentos Psiquiátricos (Especialmente antidepressivos e antipsicóticos);

## Tratamento
Durante uma emergência o tratamento é dirigido na retirada do agente agressor, correção do balance hidroeletrolítico (soro com cálcio, potássio ou sulfato de magnésio), uso de antiarrítmicos e desfibrilação ou cardioversão, conforme necessário. Infusão de magnésio é útil mesmo em pacientes com níveis normais de magnésio.
Devido à natureza polimórfica das torsades de pointes, cardioversão sincronizada pode não ser possível, e o paciente pode exigir um choque não sincronizado (ou de desfibrilação).
O aumento da frequência cardíaca pode ser obtido com agonistas beta-1 adrenérgicos tais como a isoprenalina (IV continua) enquanto se prepara a estimulação eléctrica adequada. O objetivo deve ser manter a frequência cardíaca entre 90 e 100 por minuto.
Em caso de síndrome congênita do QT longo, os antagonistas beta-adrenérgicos são utilizados como terapia de primeira linha, sendo o propranolol a opção mais utilizada para prevenir torsades. Paradoxalmente, os antagonistas beta-adrenérgicos são contra-indicado quando o QT longo adquirido, pois a bradicardia é fator de risco para torsades. Marcapassos permanentes ou temporários também podem ser usados.